# Großenseebach
Großenseebach er en kommune i Landkreis Erlangen-Höchstadt i Regierungsbezirk Mittelfranken i den tyske delstat Bayern. Den er en del af Verwaltungsgemeinschaft Heßdorf.

## Geografi
Nabokommuner er (med uret fra nord):

Heßdorf, Herzogenaurach, Weisendorf